# Gaziantep (stacja kolejowa)
Gaziantep - stacja kolejowa w Gaziantep, w prowincji Gaziantep, w Turcji. Znajdują się tu 2 perony.